# Masters of Formula 3 1999
De Marlboro Masters of Formula 3 1999 was de negende editie van de Masters of Formula 3. De race, waarin Formule 3-teams uit verschillende Europese kampioenschappen tegen elkaar uitkomen, werd verreden op 8 augustus 1999 op het Circuit Park Zandvoort. Het was de eerste keer dat de Masters werden georganiseerd op de verlengde lay-out, waar de eerste acht edities werden verreden op het Club Circuit.
De race werd gewonnen door Marc Hynes voor Manor Motorsport. De Van Amersfoort Racing-teamgenoten Thomas Mutsch en Etienne van der Linde maakten het podium compleet.

## Inschrijvingen
| Team                      | No | Rijder                 | Chassis | Motor       | Kampioenschap                  |
| ------------------------- | -- | ---------------------- | ------- | ----------- | ------------------------------ |
| ASM Fina                  | 1  | Julien Beltoise        | Dallara | Renault     | Franse Formule 3               |
| ASM Fina                  | 2  | Sébastien Dumez        | Dallara | Renault     | Franse Formule 3               |
| ASM Fina                  | 3  | Tiago Monteiro         | Dallara | Renault     | Franse Formule 3               |
| La Filière                | 4  | Sébastien Bourdais     | Martini | Opel        | Franse Formule 3               |
| La Filière                | 5  | Yannick Schroeder      | Martini | Opel        | Franse Formule 3               |
| La Filière                | 6  | Ryo Fukuda             | Martini | Opel        | Franse Formule 3               |
| KMS Benetton Junior Team  | 7  | Gabriele Gardel        | Dallara | Opel        | Duitse Formule 3               |
| KMS Benetton Junior Team  | 8  | Thomas Jäger           | Dallara | Opel        | Duitse Formule 3               |
| Opel Team BSR             | 9  | Christijan Albers      | Dallara | Opel        | Duitse Formule 3               |
| Opel Team BSR             | 10 | Sven Heidfeld          | Dallara | Opel        | Duitse Formule 3               |
| Prema Powerteam           | 11 | Peter Sundberg         | Dallara | Opel        | Italiaanse Formule 3           |
| Prema Powerteam           | 12 | Juan Manuel López      | Dallara | Opel        | Italiaanse Formule 3           |
| Prema Powerteam           | 15 | Fulvio Cavicchi        | Dallara | Opel        | Italiaanse Formule 3           |
| Target Racing             | 16 | Stanislas d'Oultremont | Dallara | Opel        | Italiaanse Formule 3           |
| Manor Motorsport          | 17 | Marc Hynes             | Dallara | Mugen-Honda | Britse Formule 3               |
| Manor Motorsport          | 18 | Tor Sriachavanon       | Dallara | Mugen-Honda | Britse Formule 3               |
| RC Benetton Junior Team   | 19 | Gianluca Calcagni      | Dallara | Opel        | Italiaanse Formule 3           |
| RC Benetton Junior Team   | 20 | Gabriele Varano        | Dallara | Opel        | Italiaanse Formule 3           |
| Promatecme UK             | 21 | Aluizio Coelho         | Dallara | Renault     | Britse Formule 3               |
| Promatecme UK             | 22 | Jenson Button          | Dallara | Renault     | Britse Formule 3               |
| Promatecme Junior Team    | 23 | Bruno Besson           | Dallara | Renault     | Franse Formule 3               |
| ADAC Berlin Brandenburg   | 25 | Stefan Mücke           | Dallara | Opel        | Duitse Formule 3               |
| Signature Competition     | 26 | Jonathan Cochet        | Dallara | Renault     | Franse Formule 3               |
| Signature Competition     | 27 | Benoît Tréluyer        | Dallara | Renault     | Franse Formule 3               |
| D2 Team Rosberg & Lohr    | 28 | Pierre Kaffer          | Dallara | Renault     | Duitse Formule 3               |
| D2 Team Rosberg & Lohr    | 29 | Wouter van Eeuwijk     | Dallara | Renault     | Duitse Formule 3               |
| bemani F3 team            | 30 | Timo Scheider          | Dallara | Opel        | Duitse Formule 3               |
| bemani F3 team            | 31 | Marcel Fässler         | Dallara | Opel        | Duitse Formule 3               |
| Carlin Motorsport         | 32 | Narain Karthikeyan     | Dallara | Mugen-Honda | Britse Formule 3               |
| Carlin Motorsport         | 33 | Jérémie Dufour         | Dallara | Mugen-Honda | FIA European Formula Three Cup |
| Van Amersfoort Racing     | 34 | Etienne van der Linde  | Dallara | Opel        | Duitse Formule 3               |
| Van Amersfoort Racing     | 35 | Thomas Mutsch          | Dallara | Opel        | Duitse Formule 3               |
| GM-DSF-F3 Team            | 36 | Robert Lechner         | Dallara | Opel        | Duitse Formule 3               |
| GM-DSF-F3 Team            | 37 | Jeroen Bleekemolen     | Dallara | Opel        | Formule Palmer Audi            |
| Team Ghinzani             | 38 | Davide Uboldi          | Dallara | Fiat        | Italiaanse Formule 3           |
| Team Ghinzani             | 39 | Michele Spoldi         | Dallara | Mugen-Honda | Italiaanse Formule 3           |
| Ravarotto Racing Team     | 40 | Enrico Toccacelo       | Dallara | Fiat        | Italiaanse Formule 3           |
| Ravarotto Racing Team     | 41 | Filippo Zadotti        | Dallara | Fiat        | Italiaanse Formule 3           |
| Fortec Motorsport         | 42 | Kristian Kolby         | Dallara | Mugen-Honda | Britse Formule 3               |
| Fortec Motorsport         | 43 | Matthew Davies         | Dallara | Mugen-Honda | Britse Formule 3               |
| Alan Docking Racing       | 44 | Doug Bell              | Dallara | Mugen-Honda | Britse Formule 3               |
| Alan Docking Racing       | 45 | Yudai Igarashi         | Dallara | Mugen-Honda | Britse Formule 3               |
| Speedsport F3 Racing Team | 46 | Warren Carway          | Dallara | Mugen-Honda | Britse Formule 3               |
| Speedsport F3 Racing Team | 47 | Toby Scheckter         | Dallara | Mugen-Honda | Britse Formule 3               |
| JB Motorsport             | 48 | Walter van Lent        | Dallara | Opel        | Duitse Formule 3               |
| JB Motorsport             | 49 | Yves Olivier           | Dallara | Opel        | Duitse Formule 3               |

## Kwalificatie
- De top 14 van beide kwalificatiegroepen ging door naar de hoofdrace, de overige coureurs moesten aan de kwalificatierace deelnemen.

### Groep A
| Positie | Nr. | Rijder             | Team                      | Tijd     |
| ------- | --- | ------------------ | ------------------------- | -------- |
| 1       | 35  | Thomas Mutsch      | Van Amersfoort Racing     | 1:34.301 |
| 2       | 17  | Marc Hynes         | Manor Motorsport          | 1:34.363 |
| 3       | 9   | Christijan Albers  | Opel Team BSR             | 1:34.718 |
| 4       | 11  | Peter Sundberg     | Prema Powerteam           | 1:34.860 |
| 5       | 47  | Toby Scheckter     | Speedsport F3 Racing Team | 1:34.867 |
| 6       | 21  | Aluizio Coelho     | Promatecme UK             | 1:34.969 |
| 7       | 31  | Marcel Fässler     | bemani F3 team            | 1:34.990 |
| 8       | 39  | Michele Spoldi     | Team Ghinzani             | 1:35.013 |
| 9       | 49  | Yves Olivier       | JB Motorsport             | 1:35.060 |
| 10      | 23  | Bruno Besson       | Promatecme Junior Team    | 1:35.133 |
| 11      | 19  | Gianluca Calcagni  | RC Benetton Junior Team   | 1:35.191 |
| 12      | 3   | Tiago Monteiro     | ASM Fina                  | 1:35.474 |
| 13      | 37  | Jeroen Bleekemolen | GM-DSF-F3 Team            | 1:35.484 |
| 14      | 5   | Yannick Schroeder  | La Filière                | 1:35.753 |
| 15      | 1   | Julien Beltoise    | ASM Fina                  | 1:35.810 |
| 16      | 7   | Gabriele Gardel    | KMS Benetton Junior Team  | 1:35.849 |
| 17      | 29  | Wouter van Eeuwijk | D2 Team Rosberg & Lohr    | 1:35.892 |
| 18      | 33  | Jérémie Dufour     | Carlin Motorsport         | 1:35.905 |
| 19      | 45  | Yudai Igarashi     | Alan Docking Racing       | 1:35.928 |
| 20      | 27  | Benoît Tréluyer    | Signature Competition     | 1:36.052 |
| 21      | 25  | Stefan Mücke       | ADAC Berlin Brandenburg   | 1:36.316 |
| 22      | 15  | Fulvio Cavicchi    | Prema Powerteam           | 1:36.379 |
| 23      | 41  | Filippo Zadotti    | Ravarotto Racing Team     | 1:37.397 |
| 24      | 43  | Matthew Davies     | Fortec Motorsport         | 1:39.211 |

### Groep B
| Positie | Nr. | Rijder                 | Team                      | Tijd     |
| ------- | --- | ---------------------- | ------------------------- | -------- |
| 1       | 34  | Etienne van der Linde  | Van Amersfoort Racing     | 1:34.464 |
| 2       | 4   | Sébastien Bourdais     | La Filière                | 1:34.639 |
| 3       | 48  | Walter van Lent        | JB Motorsport             | 1:34.690 |
| 4       | 36  | Robert Lechner         | GM-DSF-F3 Team            | 1:34.738 |
| 5       | 42  | Kristian Kolby         | Fortec Motorsport         | 1:34.833 |
| 6       | 22  | Jenson Button          | Promatecme UK             | 1:34.892 |
| 7       | 6   | Ryo Fukuda             | La Filière                | 1:34.926 |
| 8       | 32  | Narain Karthikeyan     | Carlin Motorsport         | 1:35.071 |
| 9       | 8   | Thomas Jäger           | KMS Benetton Junior Team  | 1:35.396 |
| 10      | 30  | Timo Scheider          | bemani F3 team            | 1:35.410 |
| 11      | 10  | Sven Heidfeld          | Opel Team BSR             | 1:35.515 |
| 12      | 20  | Gabriele Varano        | RC Benetton Junior Team   | 1:35.528 |
| 13      | 40  | Enrico Toccacelo       | Ravarotto Racing Team     | 1:35.629 |
| 14      | 28  | Pierre Kaffer          | D2 Team Rosberg & Lohr    | 1:35.807 |
| 15      | 26  | Jonathan Cochet        | Signature Competition     | 1:35.850 |
| 16      | 2   | Sébastien Dumez        | ASM Fina                  | 1:35.867 |
| 17      | 12  | Juan Manuel López      | Prema Powerteam           | 1:35.936 |
| 18      | 44  | Doug Bell              | Alan Docking Racing       | 1:36.342 |
| 19      | 18  | Tor Sriachavanon       | Manor Motorsport          | 1:36.920 |
| 20      | 38  | Davide Uboldi          | Team Ghinzani             | 1:37.356 |
| 21      | 16  | Stanislas d'Oultremont | Target Racing             | 1:38.258 |
| 22      | 46  | Warren Carway          | Speedsport F3 Racing Team | 1:38.838 |

## Kwalificatierace
- Oorspronkelijk zou de top 6 doorgaan naar de hoofdrace, maar nadat de als vijfde geëindigde Yudai Igarashi werd gediskwalificeerd, gingen enkel de beste vijf coureurs door.

| Positie | Nr. | Rijder                 | Team                      | Ronden | Tijd/Verschil     | Grid |
| ------- | --- | ---------------------- | ------------------------- | ------ | ----------------- | ---- |
| 1       | 1   | Julien Beltoise        | ASM Fina                  | 10     | 17:22.824         | 1    |
| 2       | 2   | Sébastien Dumez        | ASM Fina                  | 10     | +1.534            | 4    |
| 3       | 12  | Juan Manuel López      | Prema Powerteam           | 10     | +2.119            | 8    |
| 4       | 7   | Gabriele Gardel        | KMS Benetton Junior Team  | 10     | +3.067            | 2    |
| 5       | 43  | Matthew Davies         | Fortec Motorsport         | 10     | +4.401            | 18   |
| 6       | 33  | Jérémie Dufour         | Carlin Motorsport         | 10     | +4.935            | 6    |
| 7       | 44  | Doug Bell              | Alan Docking Racing       | 10     | +6.348            | 11   |
| 8       | 26  | Jonathan Cochet        | Signature Competition     | 10     | +6.973            | 3    |
| 9       | 27  | Benoît Tréluyer        | Signature Competition     | 10     | +8.597            | 9    |
| 10      | 16  | Stanislas d'Oultremont | Target Racing             | 10     | +14.909           | 16   |
| 11      | 38  | Davide Uboldi          | Team Ghinzani             | 10     | +16.099           | 14   |
| 12      | 25  | Stefan Mücke           | ADAC Berlin Brandenburg   | 10     | +25.096           | 10   |
| 13      | 15  | Fulvio Cavicchi        | Prema Powerteam           | 9      | +1 ronde          | 12   |
| DNF     | 29  | Wouter van Eeuwijk     | D2 Team Rosberg & Lohr    | 7      | Uitgevallen       | 5    |
| DNF     | 41  | Filippo Zadotti        | Ravarotto Racing Team     | 5      | Uitgevallen       | 15   |
| DNF     | 18  | Tor Sriachavanon       | Manor Motorsport          | 0      | Uitgevallen       | 13   |
| DNF     | 46  | Warren Carway          | Speedsport F3 Racing Team | 0      | Uitgevallen       | 17   |
| DSQ     | 45  | Yudai Igarashi         | Alan Docking Racing       | 10     | Gediskwalificeerd | 7    |

## Hoofdrace
| Positie | Nr. | Rijder                 | Team                      | Ronden | Tijd/Verschil       | Grid |
| ------- | --- | ---------------------- | ------------------------- | ------ | ------------------- | ---- |
| 1       | 17  | Marc Hynes             | Manor Motorsport          | 20     | 32:11.979           | 3    |
| 2       | 35  | Thomas Mutsch          | Van Amersfoort Racing     | 20     | +1.807              | 1    |
| 3       | 34  | Etienne van der Linde  | Van Amersfoort Racing     | 20     | +2.440              | 2    |
| 4       | 9   | Christijan Albers      | Opel Team BSR             | 20     | +3.319              | 5    |
| 5       | 22  | Jenson Button          | Promatecme UK             | 20     | +4.181              | 12   |
| 6       | 48  | Walter van Lent        | JB Motorsport             | 20     | +13.350             | 6    |
| 7       | 42  | Kristian Kolby         | Fortec Motorsport         | 20     | +14.389             | 10   |
| 8       | 39  | Michele Spoldi         | Team Ghinzani             | 20     | +18.363             | 15   |
| 9       | 47  | Toby Scheckter         | Speedsport F3 Racing Team | 20     | +18.732             | 9    |
| 10      | 4   | Sébastien Bourdais     | La Filière                | 20     | +20.800             | 4    |
| 11      | 6   | Ryo Fukuda             | La Filière                | 20     | +24.387             | 14   |
| 12      | 30  | Timo Scheider          | bemani F3 team            | 20     | +25.778             | 20   |
| 13      | 32  | Narain Karthikeyan     | Carlin Motorsport         | 20     | +26.648             | 16   |
| 14      | 23  | Bruno Besson           | Promatecme Junior Team    | 20     | +27.275             | 19   |
| 15      | 43  | Matthew Davies         | Fortec Motorsport         | 20     | +27.854             | 33   |
| 16      | 28  | Pierre Kaffer          | D2 Team Rosberg & Lohr    | 20     | +34.257             | 28   |
| 17      | 1   | Julien Beltoise        | ASM Fina                  | 20     | +35.719             | 29   |
| 18      | 12  | Juan Manuel López      | Prema Powerteam           | 20     | +36.194             | 31   |
| 19      | 2   | Sébastien Dumez        | ASM Fina                  | 20     | +36.751             | 30   |
| 20      | 7   | Gabriele Gardel        | KMS Benetton Junior Team  | 20     | +47.138             | 32   |
| 21      | 37  | Jeroen Bleekemolen     | GM-DSF-F3 Team            | 20     | +47.608             | 25   |
| 22      | 5   | Yannick Schroeder      | La Filière                | 20     | +48.144             | 27   |
| 23      | 10  | Sven Heidfeld          | Opel Team BSR             | 20     | +48.813             | 22   |
| DNF     | 31  | Marcel Fässler         | bemani F3 team            | 17     | Uitgevallen         | 13   |
| DNF     | 20  | Gabriele Varano        | RC Benetton Junior Team   | 16     | Uitgevallen         | 24   |
| DNF     | 40  | Enrico Toccacelo       | Ravarotto Racing Team     | 14     | Uitgevallen         | 26   |
| DNF     | 11  | Peter Sundberg         | Prema Powerteam           | 13     | Uitgevallen         | 7    |
| DNF     | 49  | Yves Olivier           | JB Motorsport             | 7      | Uitgevallen         | 17   |
| DNF     | 3   | Tiago Monteiro         | ASM Fina                  | 7      | Uitgevallen         | 23   |
| DNF     | 21  | Aluizio Coelho         | Promatecme UK             | 5      | Uitgevallen         | 11   |
| DNF     | 36  | Robert Lechner         | GM-DSF-F3 Team            | 3      | Uitgevallen         | 8    |
| DNF     | 8   | Thomas Jäger           | KMS Benetton Junior Team  | 3      | Uitgevallen         | 18   |
| DNF     | 19  | Gianluca Calcagni      | RC Benetton Junior Team   | 0      | Uitgevallen         | 21   |
| DNS     | 45  | Yudai Igarashi         | Alan Docking Racing       | 0      | Niet gestart        |      |
| DNQ     | 33  | Jérémie Dufour         | Carlin Motorsport         | 0      | Niet gekwalificeerd |      |
| DNQ     | 44  | Doug Bell              | Alan Docking Racing       | 0      | Niet gekwalificeerd |      |
| DNQ     | 26  | Jonathan Cochet        | Signature Competition     | 0      | Niet gekwalificeerd |      |
| DNQ     | 27  | Benoît Tréluyer        | Signature Competition     | 0      | Niet gekwalificeerd |      |
| DNQ     | 16  | Stanislas d'Oultremont | Target Racing             | 0      | Niet gekwalificeerd |      |
| DNQ     | 38  | Davide Uboldi          | Team Ghinzani             | 0      | Niet gekwalificeerd |      |
| DNQ     | 25  | Stefan Mücke           | ADAC Berlin Brandenburg   | 0      | Niet gekwalificeerd |      |
| DNQ     | 15  | Fulvio Cavicchi        | Prema Powerteam           | 0      | Niet gekwalificeerd |      |
| DNQ     | 29  | Wouter van Eeuwijk     | D2 Team Rosberg & Lohr    | 0      | Niet gekwalificeerd |      |
| DNQ     | 41  | Filippo Zadotti        | Ravarotto Racing Team     | 0      | Niet gekwalificeerd |      |
| DNQ     | 18  | Tor Sriachavanon       | Manor Motorsport          | 0      | Niet gekwalificeerd |      |
| DNQ     | 46  | Warren Carway          | Speedsport F3 Racing Team | 0      | Niet gekwalificeerd |      |

1991 · 1992 · 1993 · 1994 · 1995 · 1996 · 1997 · 1998 · 1999 · 2000 · 2001 · 2002 · 2003 · 2004 · 2005 · 2006 · 2007 · 2008 · 2009 · 2010 · 2011 · 2012 · 2013 · 2014 · 2015 · 2016
Lijst van coureurs